# Антун Боначич
Антун (Анте) Боначич (хорв. Antun Bonačić, нар. 12 червня 1905, Спліт  — пом. 29 вересня 1948) — югославський футболіст, що грав на позиції нападника. Відомий виступами за клуб «Хайдук», а також національну збірну Югославії. Дворазовий чемпіон Югославії. Молодший брат футболіста Мірко Боначича.

## Клубна кар'єра
Дебютував у офіційному матчі в складі «Хайдука» 15 травня 1922 року у матчі чемпіонату Спліта проти «Спліта» (5:0). Виступав у команді з невеликими перервами до 1933 року. Був одним з провідних гравців клубу разом з такими футболістами, як брат Мірко Боначич, Янко Родін, Отмар Гаццарі, Миховил Боровчич Курир, Любомир Бенчич, Вінко Радич, Шиме Подує, Велько Подує, Лео Лемешич, Мирослав Дешкович, що протягом багатьох років складали стабільний кістяк команди. Багаторазовий чемпіон футбольної асоціації Спліта.
В 1927 році здобув з командою перший титул чемпіона Югославії. В короткотривалому турнірі для шести учасників «Хайдук» на два очка випередив белградський БСК. Антун зіграв у чотирьох матчах змагань і забив чотири голи. По завершенні сезону чемпіон отримав можливість зіграти у новоствореному міжнародному турнірі для провідних клубів Центральної Європи — Кубку Мітропи. У першому раунді змагань «Хайдук» двічі поступився віденському «Рапіду» (1:8, 0:1).
В сезоні 1928—1929 років Антун встиг пограти у складі французького «Олімпіка» із Марселя. Став переможцем Південно-східної ліги, зіграв за команду 7 матчів у яких відзначився трьома голами. Також став аматорським чемпіоном Франції. Переможці регіональних ліг змагались у фінальному турнірі, що проходив у квітні 1929 року. Боначич встиг зіграти у матчі проти клубу «Бестіден» із Бордо (5:0), після чого повернувся на батьківщину, тому у другому матчі групи і у фіналі він не грав.
Одразу повернувшись до «Хайдука», Боначич вдруге здобув звання  чемпіона Югославії у скандальній першості 1929 року. За підсумками сезону переможцем став БСК, що набрав таку ж кількість очок, що і «Хайдук», але випереджав команду зі Спліта за додатковими показниками. Та федерація футболу визнала два матчі БСК недійсними через участь недозволеного гравця. У підсумку представники столичного клубу переграли лише один з цих матчів (якраз проти «Хайдука» і вдруге перемогли з рахунком 2:1 замість 3:1 на початку сезону), а у другому команді зарахували технічну поразку. Таким чином «Хайдук» виявився попереду БСК на два очка. Анте зіграв у всіх десяти (з врахуванням двох матчів кваліфікації) матчах того чемпіонату і забив 5 голів. Тричі футболіст був срібним призером чемпіонату в 1924, 1928 і 1933 роках.
Загалом у складі «Хайдука» зіграв у 1922—1933 роках 253 матчі і забив 118 м'ячів. Серед них 58 матчів і 21 гол у чемпіонаті Югославії, 17 матчів і 26 голів у чемпіонаті Спліта, 2 матчі у Кубку Мітропи, 6 матчів і 6 голів у Кубку югославської федерації, 170 матчів і 65 голів у інших турнірах і товариських іграх.
Два брати Антуна виступали у складі «Хайдука». Вищезгаданий Мірко Боначич також був зіркою команди. А ще один з братів Єрко Боначич зіграв за команду 7 матчів (і забив 9 м'ячів) в кінці 20-х років.
Загинув 29 вересня 1948 року при спробі незаконно перетнути кордон з Італією.

## Виступи за збірну
1924 року дебютував в офіційних матчах у складі національної збірної Югославії у грі проти Чехословаччини (0:2). Це був унікальний матч, у якому за збірну зіграли 10 гравців «Хайдука», лише воротар Драгутин Фридрих представляв загребський ХАШК (провідним воротарем «Хайдука» у той час був італієць Отмар Гаццарі). Загалом зіграв за збірну 8 матчів і забив 2 голи.
Виступав у складі збірної Спліта. Зокрема, у 1924 і 1925 роках у складі збірної міста (до якої, щоправда, входили лише представники «Хайдука») ставав срібним призером Кубка короля Олександра, турніру для збірних найбільших міст Югославії. За підсумками чемпіонату 1924 року Анте став найкращим бомбардиром змагань з п'ятьма забитими м'ячами.
| Дата       | Місто    | Господарі      | Результат | Гості          | Турнір                  | Голи | Примітки |
| ---------- | -------- | -------------- | --------- | -------------- | ----------------------- | ---- | -------- |
| 28.09.1924 | Загреб   | Югославія      | 0 – 2     | Чехословаччина | товариський матч        | -    |          |
| 13.06.1926 | Коломбо  | Франція        | 4 – 1     | Югославія      | товариський матч        | -    |          |
| 10.05.1927 | Бухарест | Румунія        | 0 – 3     | Югославія      | Кубок короля Олександра | 1    |          |
| 31.07.1927 | Белград  | Югославія      | 1 – 1     | Чехословаччина | товариський матч        | -    |          |
| 28.06.1929 | Загреб   | Югославія      | 3 – 3     | Чехословаччина | товариський матч        | -    |          |
| 28.10.1929 | Прага    | Чехословаччина | 4 – 3     | Югославія      | товариський матч        | -    |          |
| 04.05.1930 | Белград  | Югославія      | 2 – 1     | Румунія        | Кубок короля Олександра | 1    |          |
| 25.10.1931 | Познань  | Польща         | 6 – 3     | Югославія      | товариський матч        | -    |          |
| Усього     |          | Матчів         | 8         |                | Голів                   | 2    |          |

### Статистика виступів у кубку Мітропи
| №                      | Розіграш               | Стадія                 | Дата та місце проведення | Команда 1              | Рахунок | Команда 2      | Голи |
| ---------------------- | ---------------------- | ---------------------- | ------------------------ | ---------------------- | ------- | -------------- | ---- |
| 1                      | 1927                   | 1/4                    | 14.08.1927 Відень        | Рапід (Відень)         | 8:1     | Хайдук (Спліт) |      |
| 2                      | 1927                   | 1/4                    | 21.08.1927 Спліт         | Хайдук (Спліт)         | 0:1     | Рапід (Відень) |      |
| Всього у кубку Мітропи | Всього у кубку Мітропи | Всього у кубку Мітропи | Всього у кубку Мітропи   | Всього у кубку Мітропи | 2       |                | 0    |

## Трофеї і досягнення
- Чемпіон Югославії: 1927, 1929;
- Срібний призер чемпіонату Югославії: 1924, 1928, 1932–1933;
- Найкращий бомбардир чемпіонату Югославії: 1924 (5 голів)[5];
- Чемпіон футбольної асоціації Спліта[6]: 1922-23, 1923-24, 1927 (в), 1927 (о), 1928, 1929 (в), 1930 (в), 1930 (о);
- Срібний призер Кубка короля Олександра: 1924, 1925
- Найкращий бомбардир Кубка короля Олександра: 1924 (5 голів);
- Чемпіон Франції: 1929;
- Чемпіон Південно-східної ліги Франції: 1928–29.